# Rodolfo Augusto de Brunswick-Wolfenbüttel

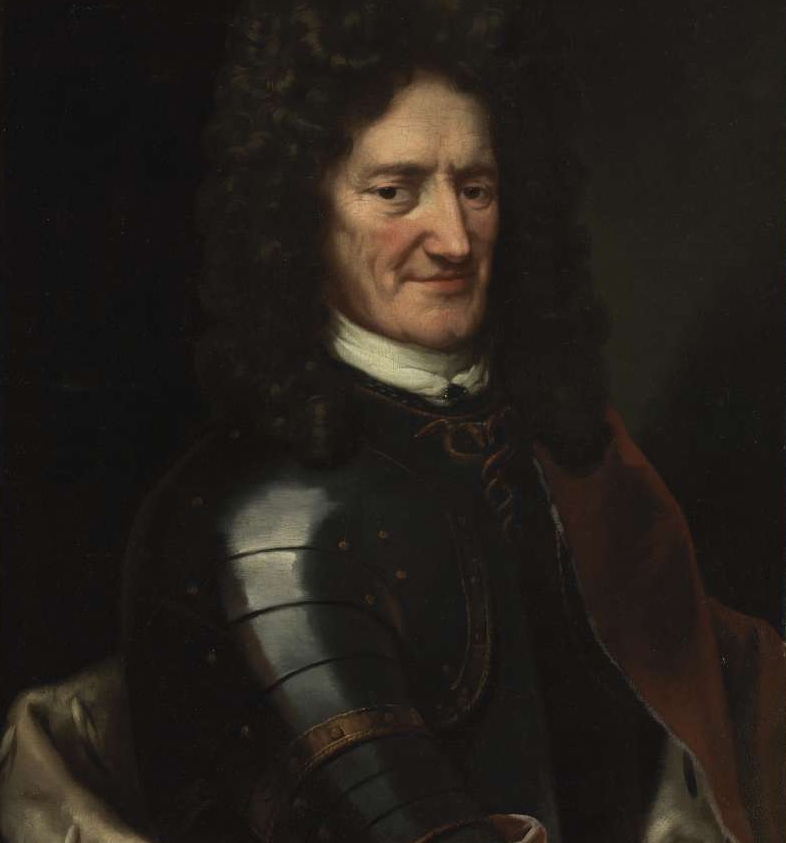
Rudolf August von Braunschweig-Wolfenbüttel - (1700)

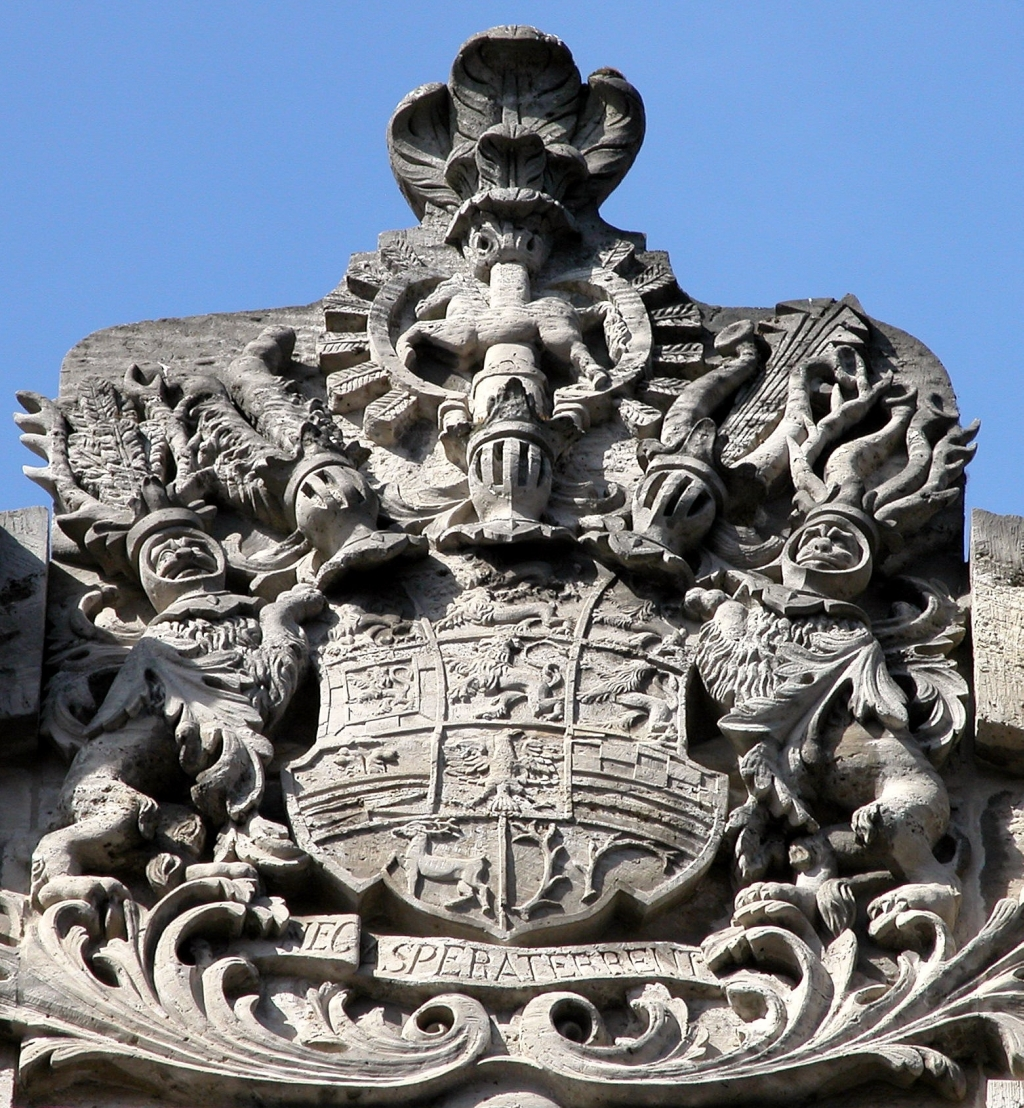
Escudo de Rudolf August en el Frontón del Autorshofs en Braunschweig

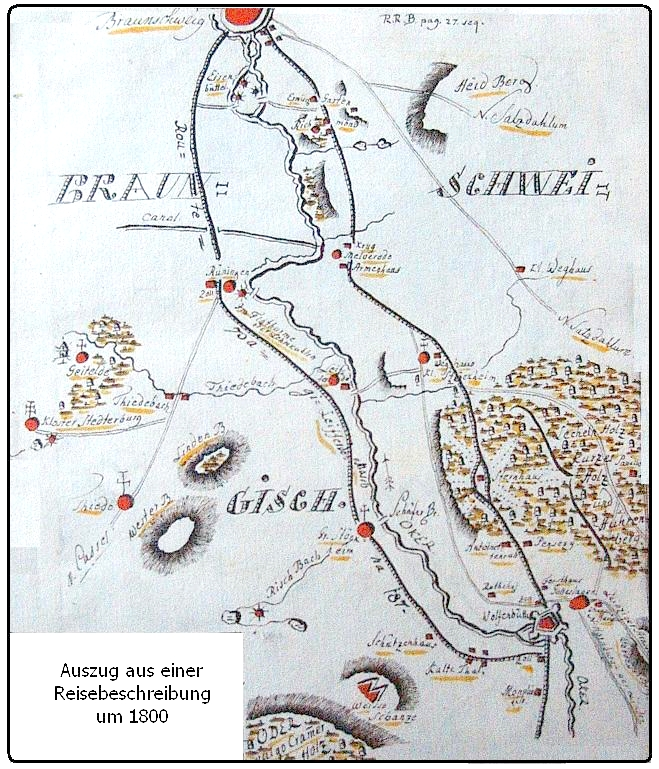
El "Camino Nuevo" a través de la Lechlumer Holz en un mapa de 1800

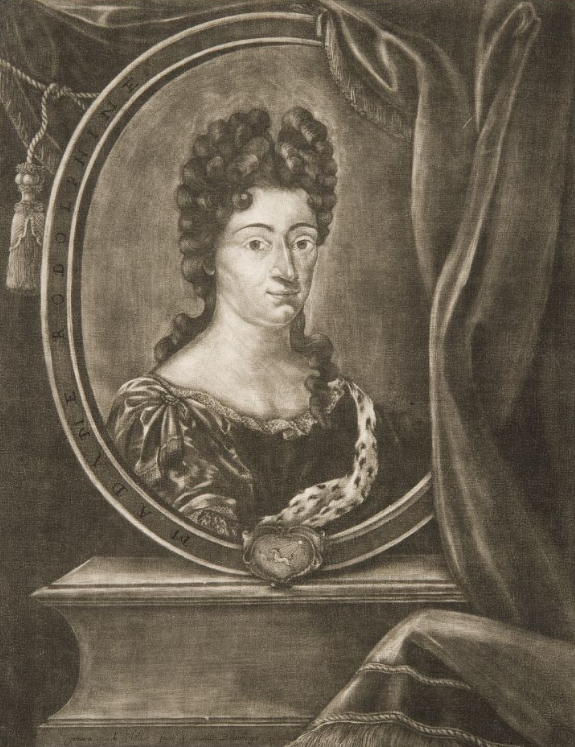
Rosine Elisabeth Menthe, grabado en cobre de Johann Jacob Möller, 1686

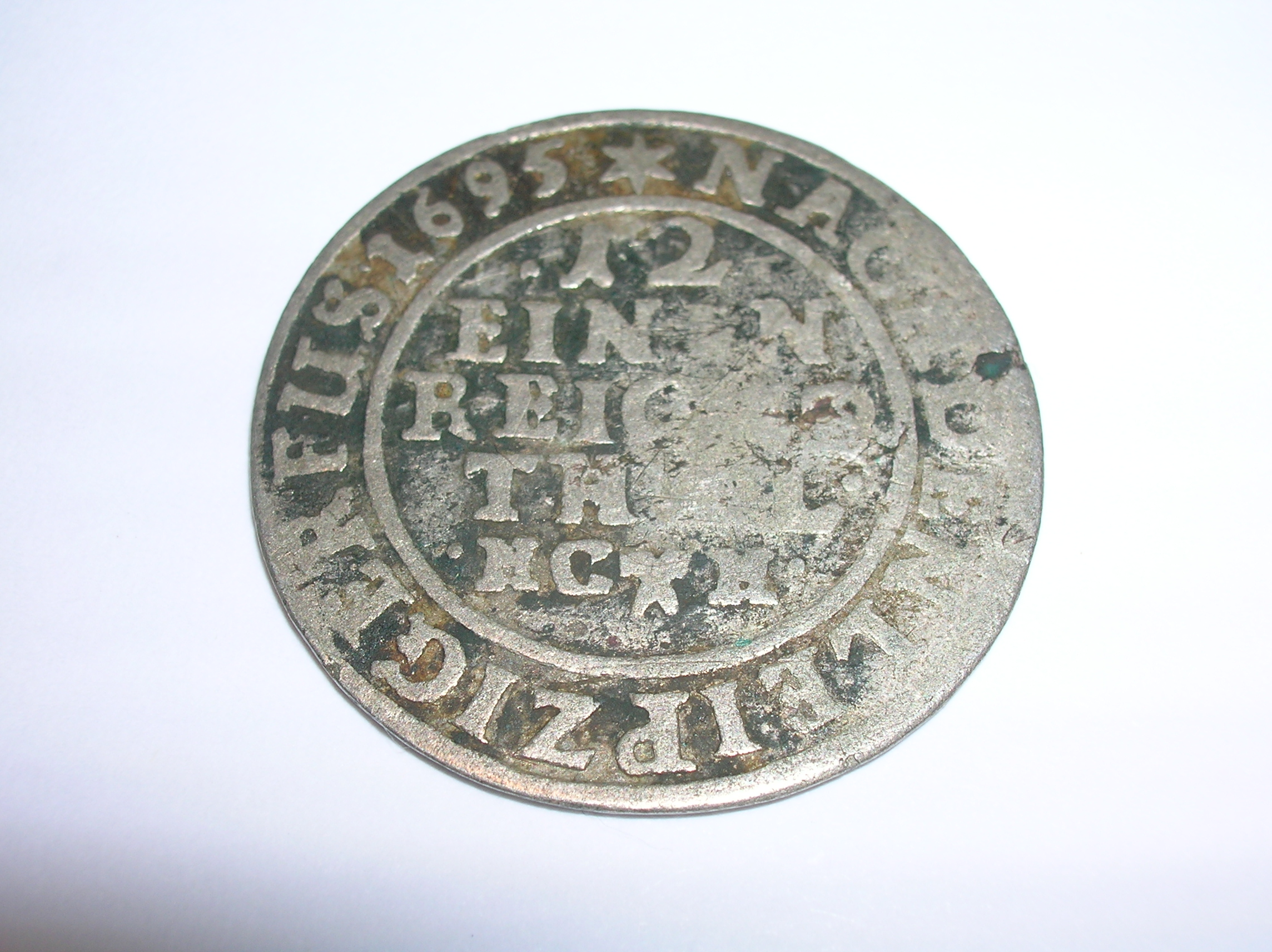
Reverso de una moneda de Rudolph Augustus

Rodolfo Augusto (16 de mayo de 1627 en Hitzacker - 26 de enero de 1704 en Hedwigsburg) fue duque de Brunswick-Luneburgo y desde 1666 Príncipe de Brunswick-Wolfenbüttel.

## Biografía y Gobierno
Rudolf August, fue el hijo mayor del duque  August II von Brunswick-Lüneburg y Dorothea von Anhalt-Zerbst (1607-1634), hija de Rudolf von Anhalt-Zerbst.
En 1666, sucedió a su padre como duque de Brunswick-Lüneburg y Príncipe de Brunswick-Wolfenbüttel. Rudolf August se dedicó principalmente,  a sus estudios y a la caza. Creó una extensa biblioteca  y fue nombrado por su padre en 1663 "Maestro de Caza". Sin embargo, ya antes del comienzo de su reinado, demostró que quería ayudar a los ciudadanos,  permitiendo a los habitantes de Calvörde el acceso libre al bosque y la recolección de madera para la construcción y leña. 
En 1667, un año después de su toma de posesión, nombró a su hermano menor Anton Ulrich (1633-1714) como Gobernador y se fue alejando de los asuntos de gobierno. En 1671 conquistó  Braunschweig , después de un asedio de tres semanas. 
En 1650, se casó con la condesa Christiane Elisabeth von Barby (1634-1681). La pareja tuvo tres hijas, una de ellas murió antes de su primer año. Para asegurar la sucesión familiar, en 1681 acordó con su hermano Anton Ulrich,  el matrimonio de su hija Christine Sophie (1654-1695) con su primo August Wilhelm (1662-1731), segundo hijo varón de Anton Ulrich.
Rudolf August se casó el  mismo año, pocas semanas después de la muerte de su primera esposa,  en  matrimonio morganático, con Rosine Elisabeth Menthe (1663-1701), 56 años menor que él, hija de un barbero. No tuvieron hijos.